# Antigel

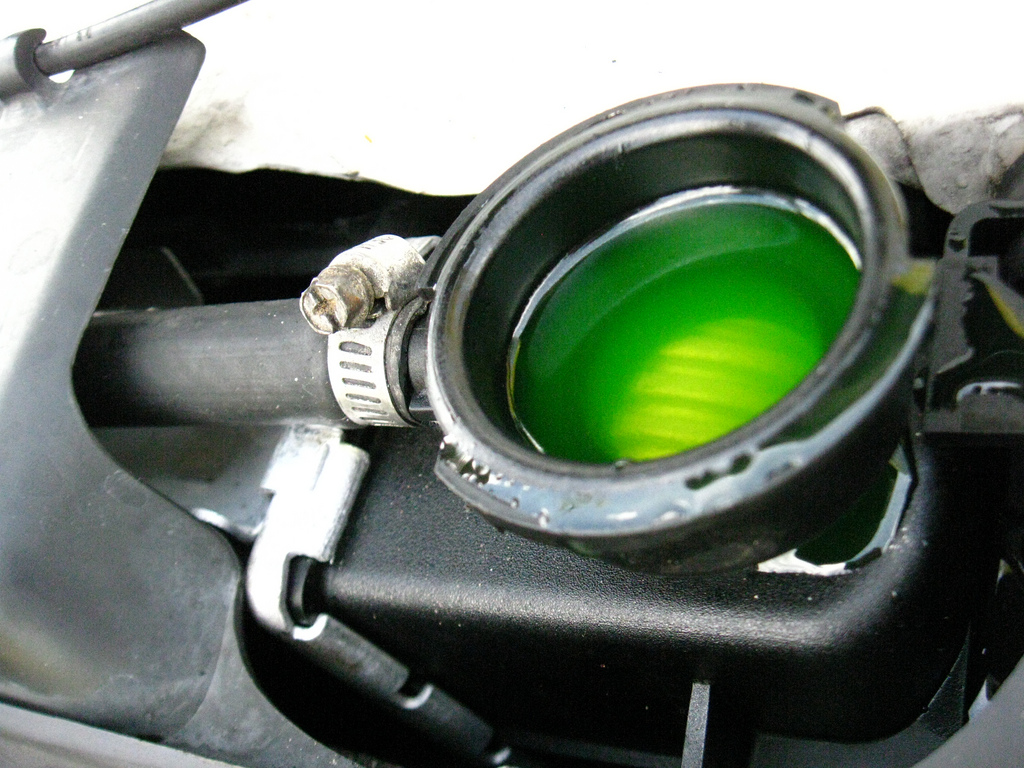

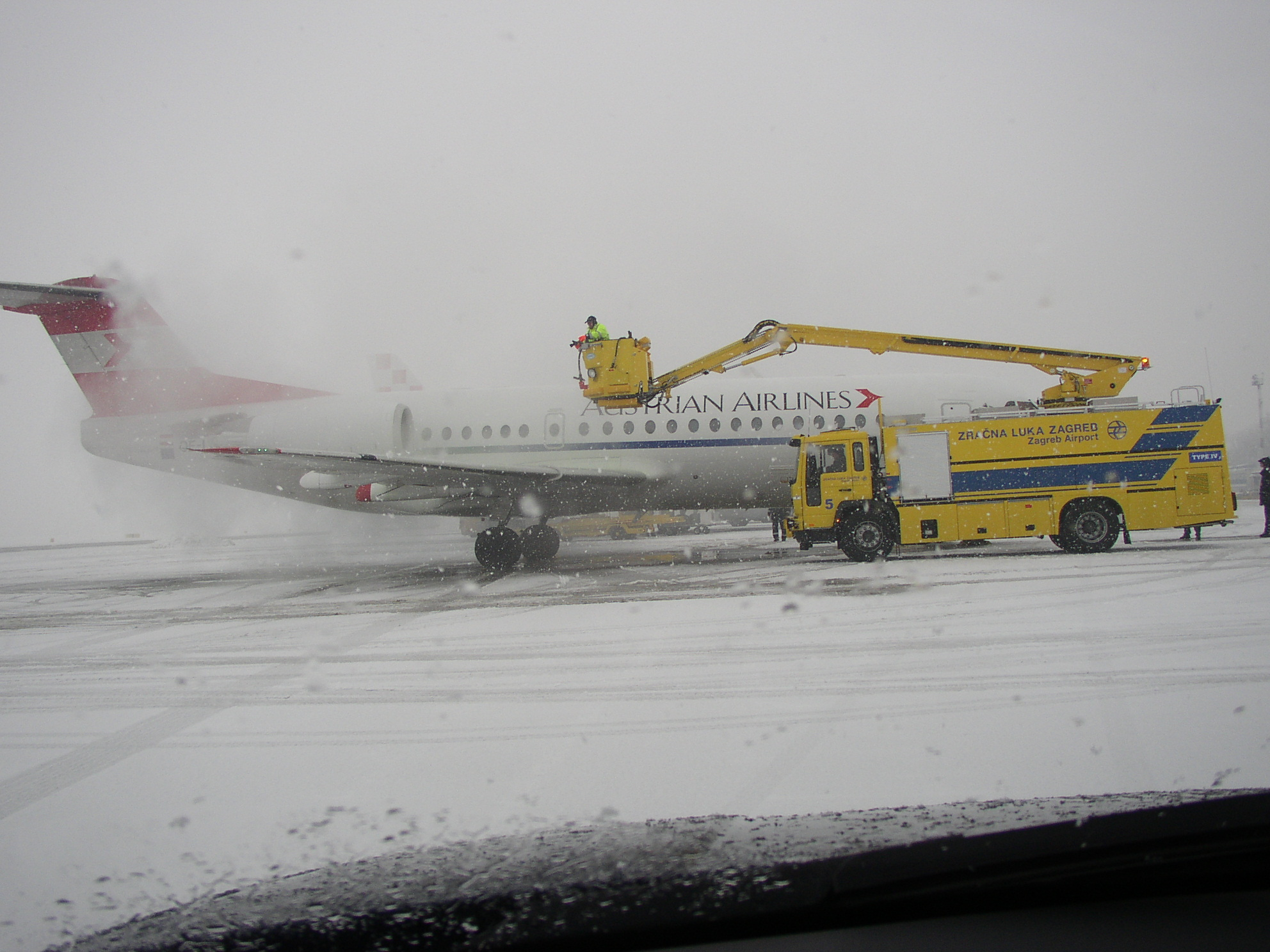
Un liquide antigel est utilisé en hiver dans les aéroports pour le dégivrage des avions avant un vol.

Un antigel (ou « abaisseur du point de congélation » ou encore parfois dénommé agent cryoscopique, produits de dégivrage ou d'antigivrage) est un sel, un alcool ou un produit chimique (sec ou liquide, généralement mélangé à de l'eau et parfois à un polymère) qui, apposé sur une surface (après dégivrage ou en prévision de précipitations givrantes par température inférieure à zéro °C), vise à éviter la formation de givre, de glace ou de dépôt de neige pour un certain temps. Il est notamment utilisé sur les avions pour que la glace n'affecte pas les commandes de volets mobiles ou la visibilité sur le cockpit. 

Il existe des additifs alimentaires (d'une autre nature chimique) qui ont un rôle d « abaisseur du point de congélation » aussi dénommés cryoprotecteur, inhibiteur de cristallisation ou agent d’abaissement cryoscopique, permettant par exemple d'éviter la formation de cristaux de glace dans des crèmes glacées ou des produits aqueux congelés.

## Histoire
La saumure jouait autrefois naturellement ce rôle et on utilise encore des sels pour le déneigement, mais divers produits issus de la chimie de synthèse sont aujourd'hui très utilisés dans le monde, tels que l'éthylène glycol, le diéthylène glycol ou le propylène glycol, le glycérol, le méthanol, l’isopropanol ou un mélange de plusieurs de ces produits,.

## Utilisations

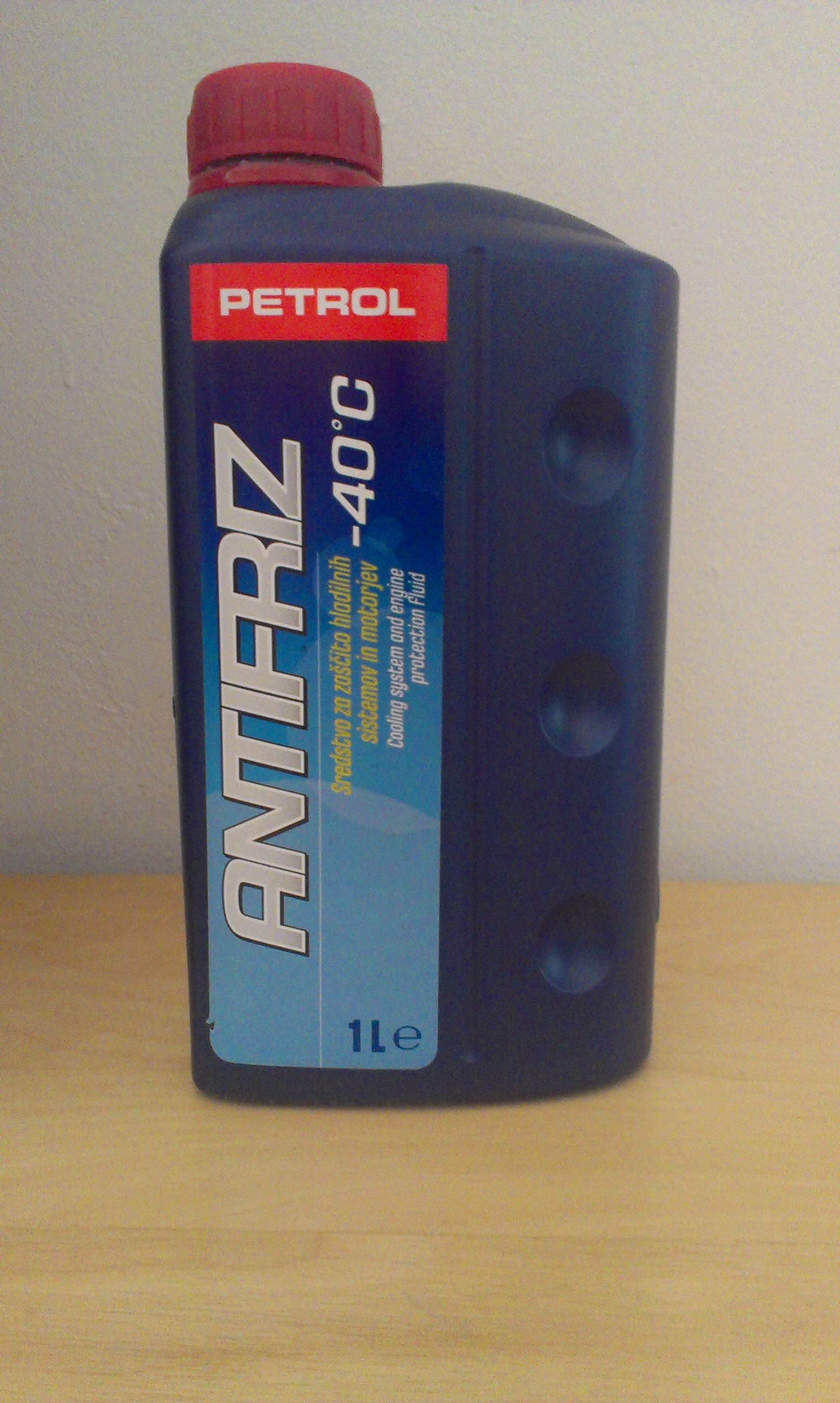
Bouteille d'antigel Antifriz

### Dans le domaine des transports
Ces produits antigivrants sont très utilisés pour inhiber la formation du givre, par exemple sur des "aéronefs imprégnés de froid" (refroidis par un vol à haute altitude où la température peut être très basse), des aéronefs refroidis au sol en période ou zone très froide. Les produits utilisés par les unités de dégivrage sont de l'éthylène glycol, du diéthylène glycol, du propylène glycol dilué dans de l'eau, mélangé à des inhibiteurs de corrosion, à des agents mouillants et à un colorant permettant de distinguer la surface traitée). 
Les produits de dégivrage sont du même type mais on leur a ajouté des polymères épaississants.
Des antigels sont utilisés pour dégivrer des vitres ou serrures de véhicules, pour éviter que le liquide d'essuie-glace ne gèle, pour que les carburants diesel ne figent pas par grand froid, ou pour que les liquides de refroidissement ne gèlent pas de cette dernière,

En mécanique automobile, c'est un des composants du liquide dit « de refroidissement » ou du liquide du lave-glace.

### Dans le domaine de la construction
Des « abaisseurs du point de congélation » sont également très utilisés dans le BTP, pour les ciments, mortiers et bétons coulés ou moulés en période froide. Certains de ces additifs ont aussi un effet plastifiant, fluidifiant et/ou permettant de réduire l’eau de gâchage de 10 à 15 %.

### Dans le domaine pétrolier
Dans ce secteur de l'industrie, les « abaisseurs du point de congélation », commercialisés sous les noms de marque Paraflow et Paradyne  (à ne pas confondre avec les abaisseurs de point de trouble utilisés comme additifs pour distillats), sont introduits dans la raffinerie dans les fiouls et diesel pour véhicules terrestres ou marins, afin d'améliorer leur tenue au froid. Des fiouls spéciaux sont vendus dans les pays très froids. 

L'utilisation de ces « abaisseurs du point de congélation » « dans les carburants diesel et les fiouls domestiques, ont permis d'utiliser des coupes lourdes pour ces applications, augmentant ainsi la disponibilité de bases à faible point de congélation pour la production de carburant pour turboréacteurs ».

## Limites
Les produits « abaisseur du point de congélation » ont leurs limites ; 
- ils absorbent des condensations ou précipitations givrantes ou solides, mais uniquement jusqu’à ce que le point de congélation du liquide coïncide avec la température ambiante ;
- Certains de ces produits sont corrosifs et/ou inflammables (ex : l'éthylène glycol pur à 100 % est inflammable et très corrosif (pas assez dilué) ou perd de son efficacité  s'il est trop dilué ; de plus, en raison de sa viscosité, s'il est appliqué insuffisamment dilué sur un avion, il peut dégrader la portance des ailes[1].
- « On ne doit pas utiliser de liquides cryoscopiques pour dégivrer les composants internes des turboréacteurs. Les résidus de liquide sur les ailettes de la soufflante et sur les aubes du compresseur peuvent réduire les performances du turboréacteur et occasionner le décrochage du compresseur. De plus, cela augmente le risque que des vapeurs de glycol pénètrent à l'intérieur de l'aéronef par le circuit de prélèvement d'air réacteur »[1].

## Toxicité, écotoxicité
Les « abaisseur du point de congélation » utilisés pour l'aviation et l'automobile ou les carburants marins, ou dans le bâtiment sont "non alimentaires", toxiques et écotoxiques.
Les glycols et alcools utilisés pour cet usage sont toxiques ; ainsi l’éthylène glycol, notamment utilisé pour la protection des radiateurs de moteurs refroidis à l'eau, est par exemple très toxique. L'ingestion est suivie d’un état proche de l'ébriété, suivi de nausées et vomissements. Après environ quatre heures, l'intoxiqué tombe dans le coma avant de développer des troubles graves, cardiaques et rénaux en raison de sous-produits encore plus toxiques produits dans le foie. 
Il n'y a pas nécessairement d'effet d'ébriété ; l’évolution peut simplement conduire à la production de « métabolites toxiques (effet retardé qui apparaît après 2(-4)-72 h) », amendant dans les cas graves une acidose métabolique ; une tachypnée, de la tachycardie, une hypocalcémie et une défaillance cardiovasculaire et œdème cérébral sont possibles. Dans les cas les plus graves après 24 à 72 h selon les cas, une insuffisance rénale est induite par la formation d'oxalate. Une dialyse peut être nécessaire.
Son goût un peu sucré peut faciliter des empoisonnement chez les enfants.
En cas d'empoisonnement, un centre anti-poison doit être consulté et le traitement doit être rapide. Un antidote utilisé est le 4-methylpyrazol.

## Écotoxicité
Les produits antigels non alimentaires sont souvent fortement écotoxiques ; les animaux qui en boivent (ou lèchent) peuvent en mourir.